# Франческо Де Ґреґорі
Франче́ско Де Ґре́ґорі (італ. Francesco De Gregori; 4 квітня 1951, Рим) — один з найвидатніших кантауторе в Італії. Відомий під прізвиськом «Принц кантауторів» (il Principe dei cantautori), Де Ґреґорі презентує оригінальний стиль, що склався під впливом численних наслідувань — це, зокрема, випливає з засвоєння особливостей творчості таких авторів, як Фабріціо Де Андре (Fabrizio De Andrè), Саймон і Гарфанкель (Simon and Garfunkel), Боб Ділан (Bob Dilan), та Леонард Коен (Leonard Cohen): його найголовніші натхненники.
З музичного погляду його пісні належать до року, що наближується до Поп-музики; з погляду текстів, навпаки, він широко використовує синестезію та метафору, що часто вимагає додаткового інтерпретування, тексти зачіпають інтимні сторони життя, етичні та політичні питання, в них знаходять місце звертання до сьогодення та історії; усе це зробило Де Ґреґорі одним з найвизначніших кантауторів сучасної італійської сцени; про нього говорять: чи кантауторе, чи поет, проте сам він не любить ні того, ні того визначення, і воліє називати себе «artista» (це слово в італійській мові означає «митець, художник, музикант, поет; артист»).
Опублікував 33 альбоми, з яких 18 студійних, 10 концертних та 5 збірок.
Перший великий успіх прийшов до Франческо в 1975 році з лонґ-плеєм «Rimmel» (один з найкраще продаваних дисків десятиліття). У роботі над диском він співпрацював з Лучіо Далла, з яким у подальшому неодноразово реалізував спільні проєкти.
У 1980-му взяв участь у фестивалі Сан Ремо як автор тексту пісні «Mariù» (виконав Джанні Моранді).
Співпрацював з багатьма видатними кантауторе, артистами та іншими діячами культури Італії.

## Дискографія

### Альбоми
| Рік  | Назва                                  | Студія звукозапису         | Номер каталогу |
| ---- | -------------------------------------- | -------------------------- | -------------- |
| 1972 | Theorius Campus (з Antonello Venditti) | It                         | ZSLT 70007     |
| 1973 | Alice non lo sa                        | It                         | ZSLT 70017     |
| 1974 | Francesco De Gregori                   | RCA Italiana               | TPL1-1033      |
| 1975 | Rimmel                                 | RCA Italiana               | TPL 1-1107     |
| 1976 | Bufalo Bill                            | RCA Italiana               | TPL 1-1192     |
| 1978 | De Gregori                             | RCA Italiana               | PL 31366       |
| 1979 | Viva l'Italia                          | RCA Italiana               | PL 31480       |
| 1982 | Titanic                                | RCA Italiana               | PL 31622       |
| 1983 | La donna cannone                       | RCA Italiana               | PG 70135       |
| 1985 | Scacchi e tarocchi                     | RCA Italiana               | PL 70845       |
| 1987 | Terra di nessuno                       | CBS                        | 460524-1       |
| 1989 | Mira Mare 19.4.89                      | CBS                        | 465172 1       |
| 1992 | Canzoni d'amore                        | Columbia                   | 472215-1       |
| 1996 | Prendere e lasciare                    | Columbia                   | COL 485177     |
| 2001 | Amore nel pomeriggio                   | Columbia                   | COL 499893 1   |
| 2002 | Il fischio del vapore                  | Columbia/Caravan           | COL 510218     |
| 2005 | Pezzi                                  | Columbia/Caravan           | 8 86974 20641  |
| 2006 | Calypsos                               | Columbia/Caravan           | 8 28767 93711  |
| 2008 | Per brevità chiamato artista           | Columbia/Caravan/Sony BMG/ | 8 86973 21981  |

### Концертні
- 1975 — Bologna 2 settembre 1974 (dal vivo) (RCA Italiana, TCL 2-1110; con Lucio Dalla, Antonello Venditti e Maria Monti)
- 1979 — Banana Republic (RCA Italiana, PL 31466; con Lucio Dalla)
- 1990 — Niente da capire
- 1990 — Catcher in the Sky
- 1990 — Musica leggera
- 1993 — Il bandito e il campione (con un inedito in studio e due dal vivo)
- 1994 — Bootleg (con due inediti dal vivo)
- 1997 — La valigia dell'attore (con tre inediti in studio)
- 2002 — Fuoco amico
- 2002 — In tour (doppio con Pino Daniele, Fiorella Mannoia e Ron)
- 2003 — Mix (doppio, metà in studio e metà live con inediti)
- 2007 — Left & Right - Documenti dal vivo
- 2010 — Work in Progress (con Lucio Dalla)

### Збірки
- 1976 — Il mondo di Francesco De Gregori
- 1979 — Il mondo di Francesco De Gregori vol. 2
- 1987 — La nostra storia
- 1992 — Francesco De Gregori (All the Best)
- 1996 — Le origini
- 1998 — Gli anni settanta
- 1998 — Curve nella memoria
- 1999 — De Gregori (I miti musica)
- 2000 — Le canzoni d'amore: 1973-83
- 2002 — Francesco De Gregori (3 CD)
- 2006 — Tra un manifesto e lo specchio (triplo, con inediti)

### Участь
- Canzoni (Produttori Associati PA/LP 52, 1974) диск Фабріціо Де Андре де Де Ґреґорі грає на акустичній гітарі та губній гармоніці на Via della povertà.
- Trianon '75, domenica musica (RCA Italiana TCL 2-1178, 1975) диск вживу, де Де ҐРЕҐОРІ співає Pablo
- L'Internazionale - Progetto per un inno (It ZSLT 70030, 1976) диск саксофониста Mario Schiano де Де ҐРЕҐОРІ співає L'Інтернаціонал французькою, разом з Лучіо Далла та Антонелло Вендітті
- Canzone d'autore (RCA Italiana PL 31403, 1978) диск Andro Cecovini де Де ҐРЕҐОРІ грає на перкусії та фортепіано в Clementina.
- Nuntereggae più (It ZPLT 34037, 1978) диск Rino Gaetano де Де ҐРЕҐОРІ співає другий голос в Fabbricando Case
- Una città per cantare (Spaghetti Records ZPLSR 34079), диск Ron де Де ҐРЕҐОРІ співає у третій строфі титульного треку, разом з Лучіо Далла
- La pianta del tè (CBS 1988), диск Івано Фоссаті де Де ҐРЕҐОРІ співає Questi posti davanti al mare разом з Фоссаті та Fabrizio De André
- Io e mio fratello музика Антонелло Вендітті, текст Антонелло Вендітті та Франческо Де Ґреґорі, співається обома кантауторами, опублікована у альбомі Вендітті, Che fantastica storia è la vita (2003, Heinz Music).

## Нагороди
- Орден Італійської Республіки за заслуги (Ufficiale Ordine al Merito della Repubblica Italiana) Рим, 26 травня 2005